# Холста
Холста (ест. Holsta) — село в Естонії, входить до складу волості Вастселійна, повіту Вирумаа.